# Camila Musante
Camila Fernanda Musante Müller (Valdivia, 6 de febrero de 1990) es una abogada, activista feminista y política chilena. Fue elegida diputada por el distrito 14 en 2021, siendo candidata independiente dentro del pacto electoral Apruebo Dignidad, en el cupo del partido político Comunes.

## Primeros años y estudios
Estudió derecho en la Universidad Mayor, titulándose de abogada en 2015, y posee un magíster en derecho ambiental. Fue integrante de la Asociación de Abogadas Feministas (Abofem) —en donde se desempeñó como subdirectora de Derecho Público— y directora de la Fundación Agua para el Pueblo.[cita requerida]
Se ha dedicado a las causas de defensa del medio ambiente. En 2018 fue integrante del Observatorio de Derecho Ambiental Chile, perteneciente a la Universidad Autónoma de Chile, y en 2019 formó parte de la Comisión Chilena de Derechos Humanos. También se ha desempeñado como integrante del Centro de Estudios Constitucionales y Administrativos de la Universidad Mayor —del cual fue su fundadora— y como columnista en el medio digital El Desconcierto.

## Carrera política
Entre 2020 y 2021 fue integrante de Fuerza Común, movimiento político encabezado por Fernando Atria y que formó parte del Frente Amplio.
En las elecciones de convencionales constituyentes de 2021 postuló como candidata independiente en un cupo de Revolución Democrática en el pacto Apruebo Dignidad por el distrito n° 14, no resultando electa.
Posteriormente, en las elecciones parlamentarias desarrolladas en noviembre del mismo año, fue elegida como diputada por el distrito n° 14 por el pacto Apruebo Dignidad, como independiente en un cupo del partido Comunes. Asumió el cargo de diputada el 11 de marzo de 2022 y forma parte de las comisiones permanentes de Medio Ambiente y Recursos Naturales, y Recursos Hídricos y Desertificación. Al comienzo del período legislativo se integró a la bancada Comunista, FREVS e independientes. En 2023 se integró a la bancada del Partido por la Democracia (PPD) e independientes.
Musante se identificaba al momento de su elección como diputada en 2021 como abiertamente bisexual —también se ha identificado como pansexual—, y es una de las parlamentarias representantes de la diversidad sexual junto a Francisca Bello, Marcela Riquelme y Emilia Schneider. Posteriormente, en julio de 2023 Musante ha señalado que «no me siento representada por ninguna orientación sexual diversa o distinta».

### Labor parlamentaria
Ha sido coautora de proyectos de ley ambientales. Algunos de ellos relacionados con animales domésticos y fauna silvestre. Por ejemplo,  fue coautora del proyecto de ley que prohíbe el ingreso y tránsito de vehículos motorizados en las arenas y terrenos de playa y dunas costeras de todo el territorio nacional, así como de dos proyectos relacionados con prohibir y sancionar las carreras de perros. También patrocinó el proyecto que modifica el Código Penal para tipificar el delito de faenamiento, distribución y comercialización de carnes provenientes de mascotas o animales de compañía.
En materia de flora, fue coautora de un proyecto que modifica la Ley General de Urbanismo y Construcciones para exigir que, en ciertos proyectos de áreas verdes, se deba contar con especies nativas o autóctonas. En materia de ecosistemas, presentó un proyecto de ley junto con el diputado Jaime Sáez Quiroz para crear la "Ley de Protección de Humedales Rurales". El texto busca prevenir la destrucción de los humedales rurales brindando más facilidades a las comunidades para realizar solicitudes de declaratorias.
En relación con otros temas ambientales, tal como cambio climático, apoyó el proyecto de transición socioecológica justa.

## Historial electoral

### Elecciones de convencionales constituyentes de 2021
- Elecciones de convencionales constituyentes de 2021, para convencional constituyente por el distrito N.º 14. (Alhué, Buin, Calera de Tango, Curacaví, El Monte, Isla de Maipo, María Pinto, Melipilla, Padre Hurtado, Paine, Peñaflor, San Bernardo, San Pedro y Talagante)[26][27]

### Elecciones parlamentarias de 2021
- Elecciones parlamentarias de 2021, candidata a diputada por el distrito 14 (Alhué, Buin, Calera de Tango, Curacaví, El Monte, Isla de Maipo, María Pinto, Melipilla, Padre Hurtado, Paine, Peñaflor, San Bernardo, San Pedro y Talagante)[28]

## Obras escritas
Ficción
- Locura bajo llave, Editorial Manuscritos-Bitland Ediciones, S.L. (2018) ISBN 9788494804663